# Cryptocephalus biguttatus
Cryptocephalus biguttatus es una especie de insecto coleóptero de la familia Chrysomelidae.
Fue descrita científicamente en 1763 por Scopoli.